# Okres Gárdony
Okres Gárdony (maďarsky Gárdonyi járás) je okres v Maďarsku v župě Fejér. Jeho správním centrem je město Gárdony.

## Poloha,popis
Okres se rozkládá jihozápadně zhruba 45 km od středu Budapešti. Prochází jím Dálnice M7 směrem k Balatonu a dále až do Chorvatska. Také zde vede železniční trať z Budapešti do Székesfehérváru.
Nadmořská výška území je zhruba od 100 m u jezera Velence až po více než 350 m při severozápadním okraji.

## Sídla
V okrese se nachází celkem 10 měst a obcí. Gárdony, Kápolnásnyék, Nadap, Pákozd, Pázmánd, Sukoró, Szabadegyháza, Velence, Vereb, Zichyújfalu